# BU-743
La BU-743 o BU-535 (dependiendo de la nueva o vieja numeración), conocida coloquialmente como Carretera de Bilbao, es una carretera autonómica que transcurre entre la localidad de Miranda de Ebro y el límite provincial de Álava. Se trata de una vía de entrada o salida a la ciudad desde Álava así como desde la  AP-1 . 
El inicio de esta carretera burgalesa está en el casco urbano de Miranda de Ebro, en el barrio de Las Matillas donde enlaza además con la  N-1 . Finaliza en el límite con la provincia de Álava, punto donde pasa a llamarse  A-2122 . La longitud de esta carretera es aproximadamente de 3,1 km y conecta el centro de la ciudad y la  N-1  con la autopista  AP-1  así como con la zona industrial de Lantarón donde trabajan cientos de mirandeses. 
Durante todo su recorrido consta de una sola calzada, con un carril para cada sentido de circulación. Algunos cruces están regulados con rotondas. La  BU-743  tenía en 2004 una IMD de 6.076 vehículos diarios, y en 2008 una IMD de 4.326.
Antes de la transferencia de las carreteras comarcales a las comunidades autónomas, esta carretera fue parte de la  C-122 , que comunicaba Logroño con Haro, Miranda de Ebro y Puentelarrá.